# Teoria de col·lapse objectiu
Les teories de col·lapse objectiu, també conegudes com a models de col·lapse espontani o models de reducció dinàmica, són solucions proposades al problema de la mesura en mecànica quàntica. Igual que amb altres interpretacions de la mecànica quàntica, són possibles explicacions de per què i com les mesures quàntiques sempre donen resultats definits, no una superposició d'aquests com prediu l'equació de Schrödinger, i més generalment com el món clàssic emergeix de la teoria quàntica. La idea fonamental és que l'evolució unitària de la funció d'ona que descriu l'estat d'un sistema quàntic és aproximada. Funciona bé per a sistemes microscòpics, però perd progressivament la seva validesa quan augmenta la massa/complexitat del sistema.
En les teories de col·lapse, l'equació de Schrödinger es complementa amb termes addicionals no lineals i estocàstics (col·lapses espontanis) que localitzen la funció d'ona a l'espai. La dinàmica resultant és tal que, per a sistemes microscòpics aïllats, els nous termes tenen un efecte insignificant; per tant, es recuperen les propietats quàntiques habituals, tret de desviacions molt petites. Aquestes desviacions es poden detectar potencialment en experiments dedicats, i els esforços per provar-les s'estan augmentant a tot el món.
Un mecanisme d'amplificació integrat assegura que, per a sistemes macroscòpics que consisteixen en moltes partícules, el col·lapse esdevingui més fort que la dinàmica quàntica. Aleshores, la seva funció d'ona sempre està ben localitzada a l'espai, tan ben localitzada que es comporta, a tots els efectes pràctics, com un punt que es mou a l'espai segons les lleis de Newton.
En aquest sentit, els models de col·lapse proporcionen una descripció unificada dels sistemes microscòpics i macroscòpics, evitant els problemes conceptuals associats a les mesures en la teoria quàntica.
Els exemples més coneguts d'aquestes teories són:
- Model Ghirardi–Rimini–Weber (GRW).
- Model de localització espontània contínua (CSL)
- Model de Diósi-Penrose (DP)

Les teories del col·lapse s'oposen a les teories d'interpretació de molts mons, ja que sostenen que un procés de col·lapse de la funció d'ona redueix la ramificació de la funció d'ona i elimina el comportament no observat.

## Història de les teories del col·lapse
L'article de Philip Pearle de 1976 va ser pioner en les equacions estocàstiques no lineals quàntiques per modelar el col·lapse de la funció d'ona de manera dinàmica;:477 aquest formalisme es va utilitzar posteriorment per al model CSL. Tanmateix, aquests models mancaven del caràcter d'"universalitat" de la dinàmica, és a dir, la seva aplicabilitat a un sistema físic arbitrari (almenys a nivell no relativista), una condició necessària perquè qualsevol model esdevingui una opció viable.
El següent gran avenç va arribar el 1986, quan Ghirardi, Rimini i Weber van publicar l'article amb el títol significatiu "Dinàmica unificada per a sistemes microscòpics i macroscòpics", on van presentar el que ara es coneix com a model GRW, per les inicials dels autors. El model té dos principis rectors:
1. Els estats de la base de posició s'utilitzen en la reducció d'estat dinàmic (la "base preferida" és la posició);
2. La modificació ha de reduir les superposicions per a objectes macroscòpics sense alterar les prediccions microscòpiques.

El 1990, els esforços del grup GRW, d'una banda, i de P. Pearle, de l'altra, es van unir per formular el model de Localització Espontània Contínua (CSL), on la dinàmica de Schrödinger i un camp clàssic que fluctua aleatòriament produeixen un col·lapse en estats propis espacialment localitzats. :478
A finals dels anys vuitanta i noranta, Diosi, Penrose i altres:508va formular independentment la idea que el col·lapse de la funció d'ona està relacionat amb la gravetat. L'equació dinàmica és estructuralment similar a l'equació CSL.

## Models més populars
Tres models són els més tractats a la literatura:
- Model de Ghirardi-Rimini-Weber (GRW):[18] Se suposa que cada constituent d'un sistema físic pateix col·lapses espontanis de manera independent. Els col·lapses són aleatoris en el temps, distribuïts segons una distribució de Poisson; són aleatoris en l'espai i és més probable que es produeixin on la funció d'ona és més gran. Entre col·lapses, la funció d'ona evoluciona segons l'equació de Schrödinger. Per als sistemes compostos, el col·lapse de cada constituent provoca el col·lapse de les funcions d'ona del centre de massa.
- Model de localització espontània contínua (CSL):[19] L'equació de Schrödinger es complementa amb un procés de difusió no lineal i estocàstic impulsat per un soroll universal escollit adequadament acoblat a la densitat de massa del sistema, que contraresta la dispersió quàntica de la funció d'ona. Pel que fa al model GRW, com més gran és el sistema, més fort és el col·lapse, cosa que explica la transició quàntica-clàssica com una ruptura progressiva de la linealitat quàntica, quan la massa del sistema augmenta. El model CSL es formula en termes de partícules idèntiques.

- Model de Diósi-Penrose (DP):[20][21] Diósi i Penrose van formular la idea que la gravetat és responsable del col·lapse de la funció d'ona. Penrose va argumentar que, en un escenari de gravetat quàntica on una superposició espacial crea la superposició de dues curvatures espai-temps diferents, la gravetat no tolera aquestes superposicions i les col·lapsa espontàniament. També va proporcionar una fórmula fenomenològica per al temps de col·lapse. Independentment i abans de Penrose, Diósi va presentar un model dinàmic que col·lapsa la funció d'ona amb la mateixa escala de temps suggerida per Penrose.

També cal esmentar el model de Mecànica Quàntica amb Localització de Posició Universal (QMUPL); una extensió del model GRW per a partícules idèntiques formulat per Tumulka, que demostra diversos resultats matemàtics importants pel que fa a les equacions de col·lapse.
En tots els models llistats fins ara, el soroll responsable del col·lapse és markovià (sense memòria): o bé un procés de Poisson en el model GRW discret, o bé un soroll blanc en els models continus. Els models es poden generalitzar per incloure sorolls arbitraris (colorits), possiblement amb un tall de freqüència: el model CSL s'ha ampliat a la seva versió acolorida (cCSL), així com al model QMUPL (cQMUPL). En aquests nous models, les propietats de col·lapse romanen bàsicament inalterades, però les prediccions físiques específiques poden canviar significativament.
En tots els models de col·lapse, l'efecte de soroll ha d'impedir la linealitat i la unitarietat de la mecànica quàntica i, per tant, no es pot descriure dins de la mecànica quàntica.:423Com que el soroll responsable del col·lapse indueix un moviment brownià en cada constituent d'un sistema físic, l'energia no es conserva. L'energia cinètica augmenta a una velocitat constant. Aquesta característica es pot modificar, sense alterar les propietats de col·lapse, incloent-hi els efectes dissipatius adequats en la dinàmica. Això s'aconsegueix per als models GRW, CSL, QMUPL i DP, obtenint les seves contraparts dissipatives (dGRW, dCSL, dQMUPL, DP). El model QMUPL s'ha generalitzat encara més per incloure tant el soroll acolorit com els efectes dissipatius (model dcQMUPL).

## Proves de models de col·lapse
Els models de col·lapse modifiquen l'equació de Schrödinger; per tant, fan prediccions que difereixen de les prediccions estàndard de la mecànica quàntica. Tot i que les desviacions són difícils de detectar, hi ha un nombre creixent d'experiments que busquen efectes de col·lapse espontani. Es poden classificar en dos grups:
- Experiments interferomètrics. Són versions refinades de l'experiment de la doble escletxa, que mostren la naturalesa ondulatòria de la matèria (i la llum). Les versions modernes estan destinades a augmentar la massa del sistema, el temps de vol i/o la distància de deslocalització per tal de crear superposicions cada cop més grans. Els experiments més destacats d'aquest tipus són amb àtoms, molècules i fonons.
- Experiments no interferomètrics. Es basen en el fet que el soroll de col·lapse, a més de col·lapsar la funció d'ona, també indueix una difusió sobre el moviment de les partícules, que actua sempre, fins i tot quan la funció d'ona ja està localitzada. Experiments d'aquest tipus impliquen àtoms freds, sistemes optomecànics, detectors d'ones gravitacionals i experiments subterranis.[37]

## Problemes i crítiques a les teories del col·lapse

### Violació del principi deconservació de l'energia
Segons les teories del col·lapse, l'energia no es conserva, fins i tot per a partícules aïllades. Més precisament, en els models GRW, CSL i DP l'energia cinètica augmenta a una taxa constant, que és petita però diferent de zero.

### Models de col·lapse relativistes
Un dels majors reptes de les teories de col·lapse és fer-les compatibles amb els requisits relativistes. Els models GRW, CSL i DP no ho són. La dificultat més gran és com combinar el caràcter no local del col·lapse, necessari per fer-lo compatible amb la violació verificada experimentalment de les desigualtats de Bell, amb el principi relativista de localitat. Existeixen models que intenten generalitzar en un sentit relativista els models GRW i CSL, però el seu estatus com a teories relativistes encara no és clar. La formulació d'una teoria covariant de Lorentz adequada del col·lapse objectiu continu encara és qüestió de recerca.